# Natalia Charlos
Natalia Charłos (* 31. Mai 1993 in Elmshorn) ist eine deutsch-polnische Schwimmerin.
Bei den Olympischen Sommerspielen 2012 in London trat Charłos für Polen beim 10-Kilometer-Marathon der Frauen an und belegte den 15. Platz.
Während ihrer Teilnahme am 10-Kilometer-Marathon der Frauen bei den Schwimmeuropameisterschaften 2014 wäre sie beinahe ertrunken.